# Wolfram Pyta
Wolfram Pyta (né le 27 octobre 1960 à Dortmund) est un historien allemand . Pyta est professeur d'histoire moderne et chef du département d'histoire moderne à l'Institut d'histoire de l'Université de Stuttgart. Depuis 2001, il est également directeur du Centre de recherche de Louisbourg (de).

## Biographie
Wolfram Pyta grandit à Gierath et est le fils d'un monteur de machines. Après avoir obtenu son diplôme d'études secondaires à Neuss, il entreprend des études d'histoire et de philosophie à Bonn et à Cologne. Après avoir obtenu son diplôme, Pyta est assistante à l’Université de Cologne de 1988 à 1994. Son professeur à cette époque est l'historien et spécialiste de la République de Weimar, Eberhard Kolb. Il obtient son doctorat à Cologne avec une thèse sur la social-démocratie allemande dans la République de Weimar. Il complète son habilitation en 1994 par une thèse sur les communautés villageoises et la politique des partis 1918-1933. En conséquence, il occupe des postes d'enseignant à Tübingen et à Bonn. Au cours de l'année universitaire 1995/1996, il est boursier au Collège historique (de) de Munich. Le financement qu'il a reçu depuis 1995 en tant que boursier Heisenberg (de) de la Fondation allemande pour la recherche prend fin avec sa nomination en avril 1999 à la chaire d'histoire moderne de l'Institut d'histoire de l'Université de Stuttgart, auparavant occupée par Eberhard Jäckel.
Depuis 2001, Pyta est également directeur du Centre de recherche de Louisbourg, qui, en coopération avec les Archives fédérales, section de Louisbourg, a pour objectif de conserver à disposition les documents de le Service central d’enquêtes sur les crimes nationaux-socialistes et pour les rendre accessibles à la recherche historique. Pyta est membre du conseil consultatif scientifique de l'Association de la République de Weimar pour la Maison de la République de Weimar (de)

## Travail scientifique
La recherche et l'enseignement se concentrent sur l'histoire structurelle du concert des puissances européennes entre 1814 et 1914, l'histoire de la République de Weimar et la recherche sur l'Holocauste (étroitement liée aux activités du Centre de recherche de Louisbourg). Dans le domaine de la République de Weimar et de sa transition vers le national-socialisme, la personne de Paul von Hindenburg est particulièrement au centre de l'attention. Pyta reçoit en 2008 le Prix de recherche de l'État du Bade-Wurtemberg pour la recherche fondamentale pour sa biographie de Paul von Hindenburg. L'ouvrage est extrêmement apprécié dans les cercles spécialisés tels que l'historien de renom Andreas Wirsching, non seulement pour la densité de ses sources, mais aussi pour ses approches méthodologiquement innovantes. Sur la base de la vision des actions de Hindenburg sous le national-socialisme, corrigée par les travaux de Pyta, les places et rues publiques - par exemple à Münster (de) et Kiel (de) - sont renommées.
Sur le plan méthodologique, l'objectif principal de Pyta est de combiner les approches historiques politiques et culturelles dans la science historique et de décrypter les formes de transformation du « capital culturel-symbolique en prise de décision politique ». Outre son travail sur Hindenburg, cette méthodologie se reflète également dans sa monographie sur Hitler en tant que général et artiste, mais aussi dans ses recherches sur le football et le sport en tant que phénomène culturel. Les monographies de Pyta sur Hitler et Porsche sont également saluées dans la presse pour leurs nouvelles idées et leur créativité méthodologique.
En octobre 2017, la société Porsche annonce qu'elle financerat à hauteur de trois millions d'euros une chaire dotée d'une durée de trois ans au Département d'histoire moderne de l'Institut d'histoire de l'Université de Stuttgart. Cela suscite des critiques occasionnelles car des coïncidences sont soupçonnées entre la chaire et le vote plus positif de Pyta à l'égard de Porsche. En 2022, l’accusation de blanchiment de l’historiographie est renouvelée ; La raison en est une référence au manque de sources disponibles concernant la relation entre la famille Porsche et son partenaire commercial Adolf Rosenberger.
Dans le conflit devenu public dans les médias en 2019 (de) sur la restitution des biens de l'État allemand à la famille Hohenzollern exigée par les descendants du dernier empereur allemand, Wolfram Pyta prépare avec Rainer Orth (de) l'un des quatre rapports d'historiens (aux côtés de Christopher Clark, Stephan Malinowski (de) et Peter Brandt (de)), qui visent à répondre à la question de savoir si l'ancien prince héritier Guillaume apporte un « soutien significatif » au national-socialisme par ses actions. Dans son rapport, Pyta arrive à la conclusion que le prince héritier Guillaume n'encourage pas le système national-socialiste, mais cherche plutôt activement à empêcher la chancellerie d'Hitler et est proche dès le début des réseaux de résistance. Dans le cadre de la discussion scientifique ultérieure des rapports, plusieurs experts commentent de manière critique les thèses de Pyta dans divers médias. Selon Spiegel, fin 2019, la controverse scientifique résultant des différents résultats des rapports est considérée comme le conflit historique et politique le plus important du pays aujourd'hui.

## Travaux
Monographies
- Gegen Hitler und für die Republik. Die Auseinandersetzung der deutschen Sozialdemokratie mit der NSDAP in der Weimarer Republik (= Beiträge zur Geschichte des Parlamentarismus und der politischen Parteien. Band 87). Droste, Düsseldorf; 1989,  (ISBN 3-7700-5153-X) (Teilweise zugleich: Cologne, Universität, Dissertation, 1987, unter dem Titel: Wolfram Pyta: Die Auseinandersetzung der deutschen Sozialdemokratie mit der nationalsozialistischen Bewegung in der Weimarer Republik).
- Landwirtschaftliche Interessenpolitik im deutschen Kaiserreich. Der Einfluß agrarischer Interessen auf die Neuordnung der Finanz- und Wirtschaftspolitik am Ende der 1870er Jahre am Beispiel von Rheinland und Westfalen (= Vierteljahrschrift für Sozial- und Wirtschaftsgeschichte. Beiheft 97). Steiner, Stuttgart; 1991,  (ISBN 3-515-05883-4).
- Dorfgemeinschaft und Parteipolitik 1918–1933. Die Verschränkung von Milieu und Parteien in den protestantischen Landgebieten Deutschlands in der Weimarer Republik (= Beiträge zur Geschichte des Parlamentarismus und der politischen Parteien. Band 106). Droste, Düsseldorf; 1996,  (ISBN 3-7700-5191-2) (zugleich: Cologne, Universität, Habilitations-Schrift, 1994).
- Die Weimarer Republik (= Beiträge zur Politik und Zeitgeschichte). Leske + Budrich, Opladen, 2004,  (ISBN 3-8100-4173-4).
- Hindenburg. Herrschaft zwischen Hohenzollern und Hitler. Siedler, Munich, 2007,  (ISBN 978-3-88680-865-6).
- Geschichte des Fußballs in Deutschland und Europa seit 1954. Kohlhammer, Stuttgart, 2013,  (ISBN 978-3-17-022641-8).
- Hitler. Der Künstler als Politiker und Feldherr. Eine Herrschaftsanalyse. Siedler, Munich, 2015,  (ISBN 978-3-8275-0058-8).
- avec Nils Havemann (de) et Jutta Braun, Porsche. Vom Konstruktionsbüro zur Weltmarke. Siedler, Munich, 2017,  (ISBN 978-3-8275-0100-4).

Rédactions
- avec Ludwig Richter, Gestaltungskraft des Politischen. Festschrift für Eberhard Kolb (= Historische Forschungen), Duncker & Humblot, Berlin, 1998,  (ISBN 3-428-08761-5).
- Der lange Weg zur Bundesliga. Zum Siegeszug des Fußballs in Deutschland. Lit, Münster, 2004,  (ISBN 3-8258-7261-0).
- avec Larry Eugene Jones (de), „Ich bin der letzte Preuße“. Der politische Lebensweg des konservativen Politikers Kuno Graf von Westarp (1864–1945) (= Stuttgarter historische Forschungen. Volume 3). Böhlau, Cologne, 2006,  (ISBN 3-412-26805-4).
- Das europäische Mächtekonzert. Friedens- und Sicherheitspolitik vom Wiener Kongreß 1815 bis zum Krimkrieg 1853 (= Stuttgarter Historische Forschungen), Böhlau, Cologne, 2009,  (ISBN 3-412-20225-8).
- Karl May. Brückenbauer zwischen den Kulturen (= Schriftenreihe des Internationalen Zentrums für Kultur- und Technikforschung (IZKT) der Universität Stuttgart), Berlin, 2010,  (ISBN 3-643-10943-1).
- Geschichte des Fußballs in Deutschland und Europa seit 1954, Kohlhammer, Stuttgart, 2013,  (ISBN 3-17-022641-X).
- avec Nils Havemann, European Football and Collective Memory (= Series Football Research in an Enlarged Europe.). Palgrave Macmillan, Basingstoke, 2015,  (ISBN 978-1-137-45014-2).
- avec Volker Depkat (de), Autobiographie zwischen Text und Quellen. Geschichts- und Literaturwissenschaft im Gespräch (= Geschichts- und Literaturwissenschaft im Gespräch. Volume 1), Duncker & Humblot, Berlin, 2017,  (ISBN 3-428-14225-X).
- avec Wolfgang Schwiedrzik (de), Felix Hartlaub: Don Juan d’Austria und die Schlacht bei Lepanto, Edition Mnemosyne, Neckargemünd/Vienne, 2017,  (ISBN 978-3-934012-30-1) (Neuausgabe einer Dissertation aus 1940).
- avec Anselm Schubert, Die heilige Allianz. Entstehung – Wirkung – Rezeption. Kohlhammer, Stuttgart, 2018,  (ISBN 978-3-17-035284-1).
- Krieg und Revolution. Historische Konstellationen seit der Französischen Revolution. Kohlhammer, Stuttgart, 2022.

Essais
- Nicht alternativlos. Wie ein Reichskanzler Hitler hätte verhindert werden können. Dans: Historische Zeitschrift, 2021, 312, p. 400–444.